# Lorca
Lorca er en by og kommune i det sydøstlige Spanien i Murcia-regionen, 50 km for byen Murcia. Den har et indbyggertal på 98.334 (2024) indbyggere og det er den næststørste kommune i Spanien ud fra et areal på 1675,21 km².

## Jordskælvet i 2011
Den 11. maj 2011 blev byen og regionen ramt af et jordskælv med 5,3 på momentmagnitude-skalaen. Ni mennesker døde som følge af jordskælvet.